# Надеждинский (Башкортостан)
Надеждинский (баш. Надеждин) — хутор в Зилаирском районе Башкортостана (Россия). Входит в состав Ивано-Кувалатского сельсовета.

## Население
| 2010 |
| ---- |
| 140  |

| 1920 | 1939 | 1959 | 1989 | 2002 | 2009 | 2010 |
| ---- | ---- | ---- | ---- | ---- | ---- | ---- |
| 394  | 646  | 400  | 234  | 173  | 163  | 140  |

Национальный состав
Согласно переписи 2002 года, преобладающие национальности: русские (60 %), чуваши (36 %).

## Географическое положение

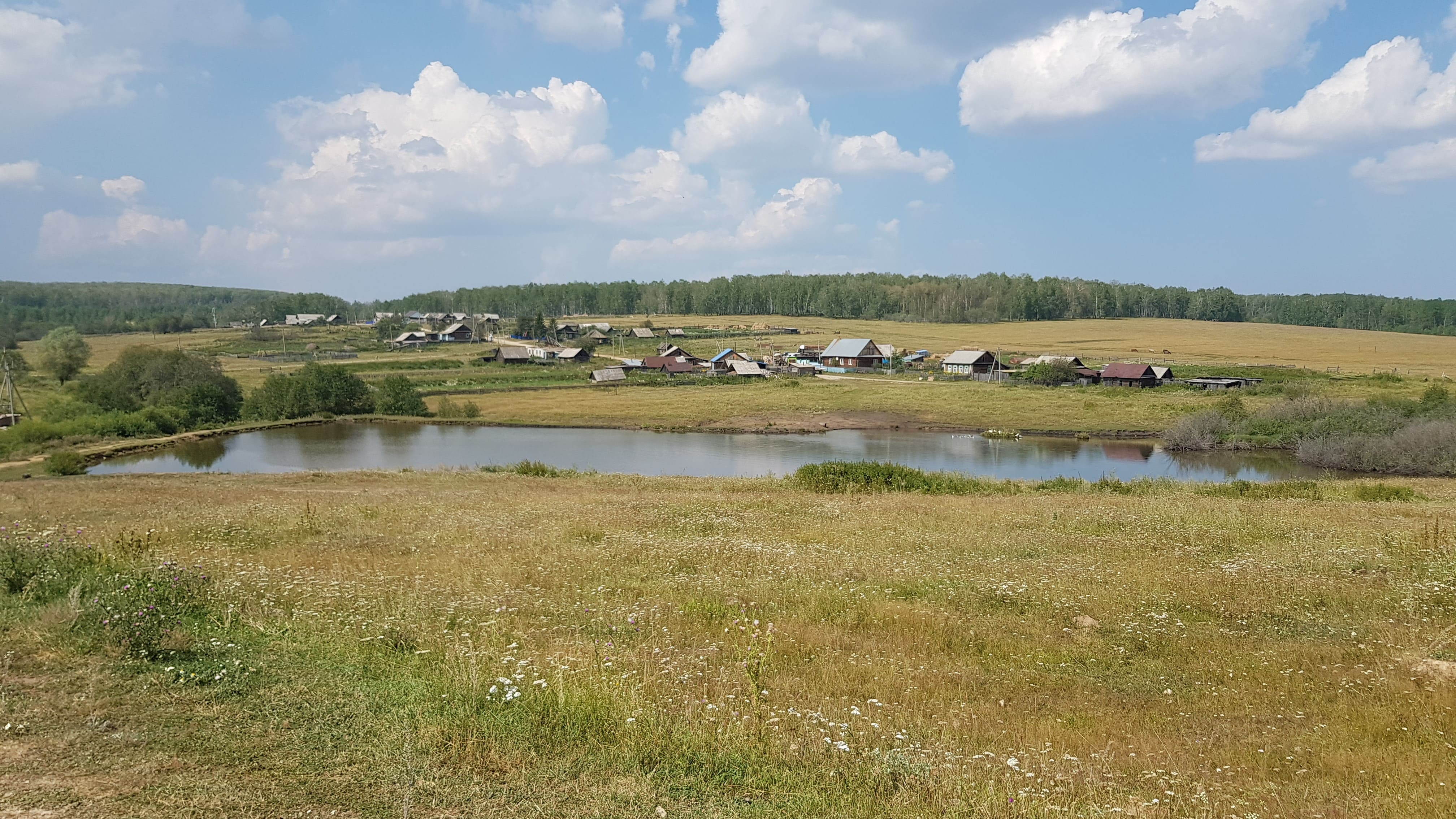
Пруд у хутора

Панорама хутора

Хутор расположен на Зилаирском плато, у истока реки Малый Калмак (приток р. Крепостной Зилаир). В окрестностях берут своё начало реки Большой Ик (приток р. Сакмара) и Большой Калмак.
Расстояние до:
- ближайшего населённого пункта (хутор Шулька): 11 км,
- районного центра (Зилаир): 67 км,
- центра сельсовета (Ивано-Кувалат): 18 км,
- ближайшей железнодорожной станции (Сибай): 95 км.

## История
К середине XIX в. сложилась совершенно четкая картина расселения чувашей в Башкирии. Их поселения охватили западную, юго-западную и центральную части Уфимской губернии. Чуваши селились в Белебеевском, Стерлитамакском и Уфимском уездах, так как данные земли были более удобны для занятия хлебопашеством. Заключительным всплеском переселенческой волны стала столыпинская реформа (1906—1916 гг.).
В XIX — начале XX в. на территории южных земель Башкирии возник ряд новых чувашских поселений. В Зилаирском районе в указанный период возникли село Ивано-Кувалат и хутор Надеждинский.
Хутор был образован в 1911 году на территории Орского уезда Оренбургской губернии чувашами-переселенцами из д. Бижбуляк Белебеевского уезда (братья Емельяновы, Ильины и др.). Первоначально он носил название Калмак по названию реки Малый Калмак, но в 1914 году староста Кананикольской волости К. А. Иванов в честь дочери переименовал хутор в Надеждинский. В 1920 году в нём насчитывалось более 30 домов. С 1922 г. на хутор стали переселяться русские крестьяне из с. Кананикольскоего, основанного при одноименном медеплавильном заводе. Известно, что в Надеждинском хуторе в 1911 году проживало 58 мужчин и 50 женщин чувашей, а также 15 мужчин и 11 женщин русских.

Значительную роль в приобретении земельных участков переселенцами играл Крестьянский поземельный банк, основанный в 1883 г. Например, с. Ивано-Кувалат было образовано в 1911 году чувашами из Цивильского уезда Казанской губернии благодаря денежным средствам, которые выделил банк. Чуваши Иван Терентьевич Иванов и Петр Иванович Иванов заключили договор с Оренбургским лесным, промышленным и торговым обществом, которое представлял его директор Арсений Моисеевич Пименов:
«Нашим Обществом из принадлежащей ему в Орском уезде Оренбургской губернии Кананикольской лесной даче запродано с 1910 года при содействии Оренбургского Крестьянского Поземельного Банка, где в настоящее время эти сделки находятся ещё в производстве, 6227,33 десятины земли четырём товариществам крестьян, а именно Надеждинскому товариществу 2040,00 десятин, Александрийскому товариществу 1235,00 десятин, Еленовскому товариществу 677,3 десятины и Ивано-Кувалатскому 2275,00 десятин».

Переселенцы внесли небольшой задаток, поскольку вскоре произошла смена политической власти, земля без выплат перешла к ним.
В. А. Абрютин в отчете о командировке члена Уфимского Губернского Присутствия, составленном по поручению уфимского губернатора Н. М. Богдановича за 1898 г. о переселенцах Белебеевского уезда, также отмечал большую роль Крестьянского поземельного банка, «который дал заметный толчок движению, значительно увеличив число покупок частновладельческих и башкирских земель».
В донесении в Оренбургский губернский лесоохранительный комитет говорится, что поселения: село Ивано-Кувалат, хуторы Александрийский и Надеждинский были образованы тремя товариществами переселенцев из Уфимской, Казанской, Симбирской, Черниговской и Киевской губерний.
Принадлежность к разным этнографическим группам устойчиво существовала у жителей поселений, особенно среди старшего поколения, но затем различия исчезли. Сейчас информанты противопоставляют себя только по принципу «чуваши — русские», «чуваши — башкиры» и т. д.

## Инфраструктура
В состав хутора входят три улицы: Заречная, Юлукская и Школьная.
Действовали:
- основная школа (филиал средней школы с. Кананикольского),
- фельдшерско‑акушерский пункт,
- клуб.

Установлен обелиск павшим в Великой Отечественной войне